# Leone Grammatico
Leone Grammatico (in greco Λέων ό Γραμματικός?, Léōn ho Grammatikós, in latino Leo Grammaticus; X secolo – XI secolo) è stato uno storico bizantino.

## Cronaca universale
Di lui ci è pervenuta una Cronaca universale che  racconta la storia del mondo che inizia da Adamo e va fino al 948. Il colophon del manoscritto Paris. gr. 711 indica che è stata completata l'8 luglio 1013. È infatti solo una delle versioni di una cronaca trasmessa in numerosi manoscritti con nomi diversi (Simeone Magistro, Simeone Logoteta, Teodosio di Melitene), che arrivano fino al 948, 963, 1018, 1043 . "Simeone" è senza dubbio Simeone Metafraste. Non si sa nulla di "Leone Grammatico" e potrebbe anche essere un nome fittizio. Ci sono poche differenze tra queste varianti della cronaca redatta sotto vari nomi.  
Leone Grammatico ha basato la prima parte della sua Cronaca, che copre il periodo fino al 695, sull’Epitome di Traiano Patrizio datante dell'epoca di Giustiniano II, proprio come ha fatto anche Simeone Logoteta. Tuttavia, mentre Simeone ha utilizzato la versione A di questa Cronaca, Leone sembra abbia usufruito di entrambe le edizioni A e B. Ha integrato poi, per il periodo fino al 610, con informazioni tratte dalla Cronaca di Giovanni di Antiochia.

## Edizioni
- Immanuel Bekker (a cura di), Leo Grammaticus, Scriptor inconnus di Leone Armenio, Eustathius, Corpus Scriptorum Historiæ Byzantinæ (CSHB), vol. 21, Bonn, 1842.
- Leo Grammaticus, Cronografia. 3-4, Dal regno di Eraclio al regno di Romano 2. (610-948 d.C.), a cura di E. Pinto, vol. 3-4, EDAS, 2009, ISBN 978-88-7820-316-7, OCLC 955704571. URL consultato il 21 marzo 2020.